# Нух (город)
Нух (англ. Nuh, хинди नूह) — город на севере Индии, в штате Харьяна, административный центр округа Меват.

## География
Город находится в южной части Харьяны, вблизи административной границы со штатом Раджастхан, на высоте 198 метров над уровнем моря.
Нух расположен на расстоянии приблизительно 285 километров к югу от Чандигарха, административного центра штата и на расстоянии 45 километров к юго-юго-западу (SSW) от Нью-Дели, столицы страны.

## Демография
По данным официальной переписи 2001 года численность населения города составляла 11 038 человек, из которых мужчины составляли 52,81 %, женщины — соответственно 47,19 %. Уровень грамотности взрослого населения составлял 54,06 %. Уровень грамотности среди мужчин составлял 63,29 %, среди женщин — 43,73 %. 19,8 % населения составляли дети до 6 лет.

## Транспорт
Ближайший аэропорт — Международный аэропорт имени Индиры Ганди.

## Достопримечательности
- Гробница шейха Мусы с «качающимися минаретами».